# Lune Aqueduct
Koordinaten: 54° 4′ 6,2″ N, 2° 47′ 21,6″ W

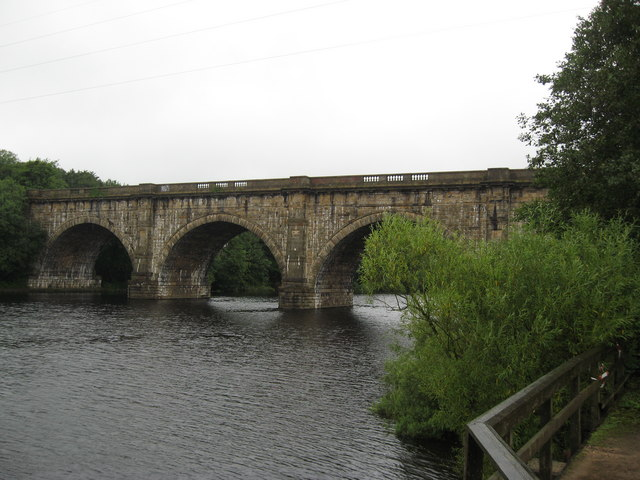
Das Lune Aqueduct über den
River Lune

Das Lune Aqueduct ist ein Aquädukt, das den Lancaster Canal über den Fluss Lune im Osten von Lancaster, Lancashire in England führt.
Der Aquädukt wurde zwischen 1794 und 1797 von John Rennie senior gebaut. Das Bauwerk überspannt in einer Höhe von 18,6 m mit 5 Bögen, die aus Ziegeln gebaut wurden auf einer Länge von insgesamt 202,4 m den Fluss. Im Trog wurde dem Zement Puzzolane beigemischt, die es möglichen machten, dass der Beton auch unter Wasser fest wurde. Der Bau sollte unbedingt vor dem Einsetzen des Winters beendet werden und darum wurde gegen Ende der Bauzeit durch die Nacht gearbeitet, was dazu beitrug, dass die Kosten mit 48.000 £ 2,6 mal so hoch wie die Schätzungen waren, was verhinderte, dass ein Aquädukt am südlichen Ende des Kanals am River Ribble gebaut werden konnte. Das Lune Aquädukt ist ein Grade I geschütztes Baudenkmal.

## Galerie

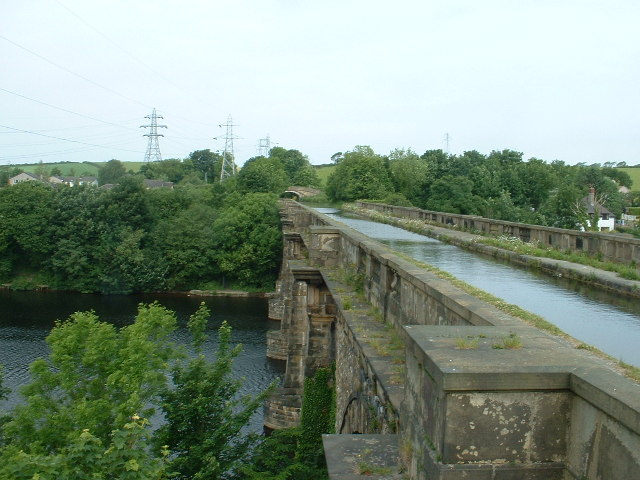
Blick über den Lune Aqueduct
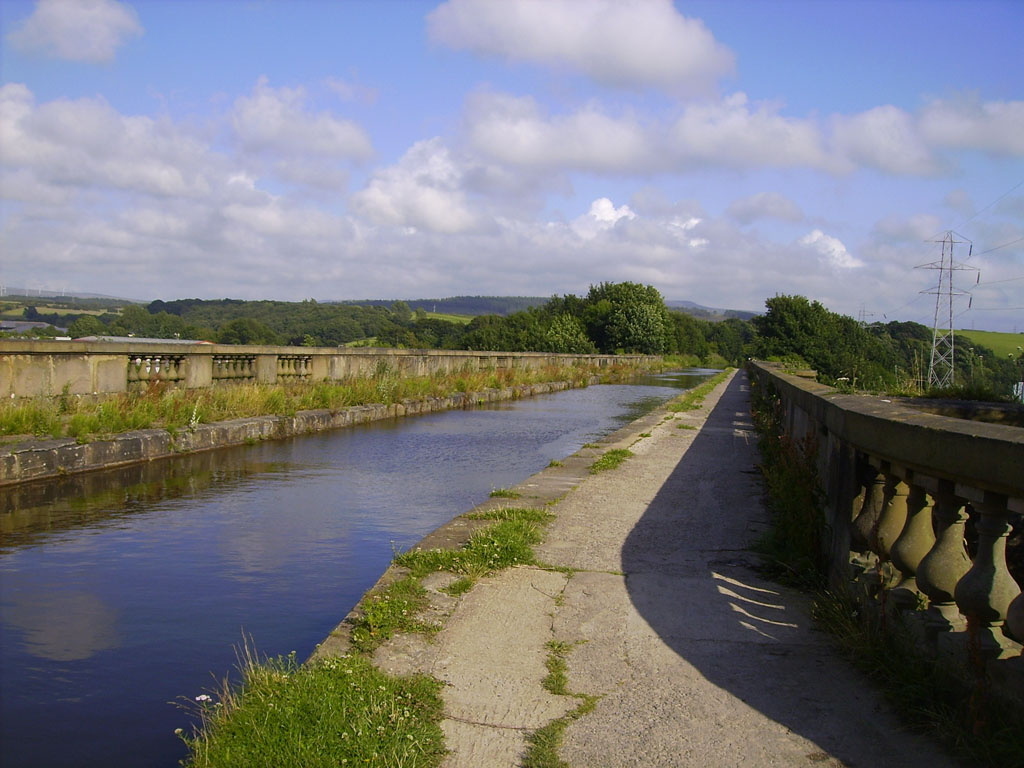
Der Lune Aqueduct
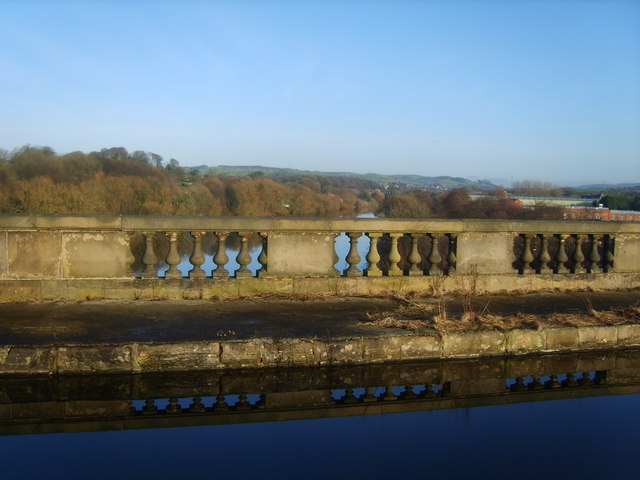
Der Lune Aqueduct